# Uzomathis
Uzomathis là một chi bướm đêm thuộc họ Erebidae.